# 高松都市圏
高松都市圏（たかまつとしけん）とは、香川県高松市を中心とする四国最大の都市圏である。以下では主に都市雇用圏における高松都市圏について述べる。

## 概要
地形的な制約が少ない讃岐平野に国道・鉄道・高速道路が整備されているため、高松都市圏の範囲は県下の多くの自治体に及ぶ。単独の人口規模では四国最大都市の愛媛県松山市を中心とした松山都市圏を上回り、四国最大の都市圏である。域内総生産は約3兆479億円である。
2005年設定より新たに現まんのう町が高松都市圏の郊外となったほか、丸亀都市圏が高松都市圏の郊外に吸収されて消滅したため、統計上人口が一気に15万人以上ジャンプアップしている。ただし、これ以前からも都市圏人口は一貫して四国最大であった。
元来香川県は対岸の岡山県との関係が深かったが、1989年の瀬戸大橋開通によって一層その傾向は深まり、岡山都市圏や広島県の備後都市圏などと共に東瀬戸経済圏を形成していると見なされるようになった。しかし、2000年代からの高速道路網の整備によって四国内での相互流動が盛んになり、四国本州間の交流では明石海峡大橋の開通によって淡路島ルートが優勢になると、その結果高松都市圏は京阪神（関西）方面との結びつきも強めることとなった。鉄道においては瀬戸大橋が唯一本州と直結するルートであるため、引き続き岡山ルートが優勢を保っているが、前述の淡路島ルートの台頭で神戸淡路鳴門自動車道経由の高速バスが発達し、鉄道の重要性そのものが低下している。これらの結果、香川県と岡山県の関係性は相対的に徐々に低下し、それに伴って東瀬戸経済圏の枠組みは変化しつつある。

## 定義
一般的な都市圏の定義については都市圏を参照のこと。

### 「10% 都市圏（通勤圏）」
2010年国勢調査の基準では高松市を中心市とする6市6町で構成され、2015年の人口は819,327人である。概ね10%通勤圏だが、詳しくは都市雇用圏に則する。
都市雇用圏（10% 通勤圏）の変遷
- 都市雇用圏を構成しない自治体は、各統計年の欄で灰色かつ「-」で示す。
- 以下に掲載する自治体は、香川県下にある全自治体である。

| 自治体 ('80) | 1980年                  | 1990年                  | 1995年                  | 2000年                  | 2005年                  | 2010年                 | 2015年                 | 自治体 （現在） |
| ------------ | ----------------------- | ----------------------- | ----------------------- | ----------------------- | ----------------------- | ---------------------- | ---------------------- | --------------- |
| 池田町       | -                       | -                       | -                       | -                       | -                       | -                      | -                      | 小豆島町        |
| 内海町       | -                       | -                       | -                       | -                       | -                       | -                      | -                      | 小豆島町        |
| 土庄町       | -                       | -                       | -                       | -                       | -                       | -                      | -                      | 土庄町          |
| 直島町       | -                       | -                       | -                       | -                       | -                       | -                      | -                      | 直島町          |
| 引田町       | -                       | -                       | 高松 都市圏 66万7673人  | 高松 都市圏 67万0104人  | 高松 都市圏 83万8788人  | 高松 都市圏 83万0040人 | 高松 都市圏 81万9057人 | 東かがわ市      |
| 白鳥町       | -                       | 高松 都市圏 64万8535人  | 高松 都市圏 66万7673人  | 高松 都市圏 67万0104人  | 高松 都市圏 83万8788人  | 高松 都市圏 83万0040人 | 高松 都市圏 81万9057人 | 東かがわ市      |
| 大内町       | -                       | 高松 都市圏 64万8535人  | 高松 都市圏 66万7673人  | 高松 都市圏 67万0104人  | 高松 都市圏 83万8788人  | 高松 都市圏 83万0040人 | 高松 都市圏 81万9057人 | 東かがわ市      |
| 津田町       | 高松 都市圏 59万2555人  | 高松 都市圏 64万8535人  | 高松 都市圏 66万7673人  | 高松 都市圏 67万0104人  | 高松 都市圏 83万8788人  | 高松 都市圏 83万0040人 | 高松 都市圏 81万9057人 | さぬき市        |
| 大川町       | 高松 都市圏 59万2555人  | 高松 都市圏 64万8535人  | 高松 都市圏 66万7673人  | 高松 都市圏 67万0104人  | 高松 都市圏 83万8788人  | 高松 都市圏 83万0040人 | 高松 都市圏 81万9057人 | さぬき市        |
| 志度町       | 高松 都市圏 59万2555人  | 高松 都市圏 64万8535人  | 高松 都市圏 66万7673人  | 高松 都市圏 67万0104人  | 高松 都市圏 83万8788人  | 高松 都市圏 83万0040人 | 高松 都市圏 81万9057人 | さぬき市        |
| 寒川町       | 高松 都市圏 59万2555人  | 高松 都市圏 64万8535人  | 高松 都市圏 66万7673人  | 高松 都市圏 67万0104人  | 高松 都市圏 83万8788人  | 高松 都市圏 83万0040人 | 高松 都市圏 81万9057人 | さぬき市        |
| 長尾町       | 高松 都市圏 59万2555人  | 高松 都市圏 64万8535人  | 高松 都市圏 66万7673人  | 高松 都市圏 67万0104人  | 高松 都市圏 83万8788人  | 高松 都市圏 83万0040人 | 高松 都市圏 81万9057人 | さぬき市        |
| 三木町       | 高松 都市圏 59万2555人  | 高松 都市圏 64万8535人  | 高松 都市圏 66万7673人  | 高松 都市圏 67万0104人  | 高松 都市圏 83万8788人  | 高松 都市圏 83万0040人 | 高松 都市圏 81万9057人 | 三木町          |
| 牟礼町       | 高松 都市圏 59万2555人  | 高松 都市圏 64万8535人  | 高松 都市圏 66万7673人  | 高松 都市圏 67万0104人  | 高松 都市圏 83万8788人  | 高松 都市圏 83万0040人 | 高松 都市圏 81万9057人 | 高松市          |
| 庵治町       | 高松 都市圏 59万2555人  | 高松 都市圏 64万8535人  | 高松 都市圏 66万7673人  | 高松 都市圏 67万0104人  | 高松 都市圏 83万8788人  | 高松 都市圏 83万0040人 | 高松 都市圏 81万9057人 | 高松市          |
| 高松市       | 高松 都市圏 59万2555人  | 高松 都市圏 64万8535人  | 高松 都市圏 66万7673人  | 高松 都市圏 67万0104人  | 高松 都市圏 83万8788人  | 高松 都市圏 83万0040人 | 高松 都市圏 81万9057人 | 高松市          |
| 塩江町       | 高松 都市圏 59万2555人  | 高松 都市圏 64万8535人  | 高松 都市圏 66万7673人  | 高松 都市圏 67万0104人  | 高松 都市圏 83万8788人  | 高松 都市圏 83万0040人 | 高松 都市圏 81万9057人 | 高松市          |
| 香川町       | 高松 都市圏 59万2555人  | 高松 都市圏 64万8535人  | 高松 都市圏 66万7673人  | 高松 都市圏 67万0104人  | 高松 都市圏 83万8788人  | 高松 都市圏 83万0040人 | 高松 都市圏 81万9057人 | 高松市          |
| 香南町       | 高松 都市圏 59万2555人  | 高松 都市圏 64万8535人  | 高松 都市圏 66万7673人  | 高松 都市圏 67万0104人  | 高松 都市圏 83万8788人  | 高松 都市圏 83万0040人 | 高松 都市圏 81万9057人 | 高松市          |
| 国分寺町     | 高松 都市圏 59万2555人  | 高松 都市圏 64万8535人  | 高松 都市圏 66万7673人  | 高松 都市圏 67万0104人  | 高松 都市圏 83万8788人  | 高松 都市圏 83万0040人 | 高松 都市圏 81万9057人 | 高松市          |
| 坂出市       | 高松 都市圏 59万2555人  | 高松 都市圏 64万8535人  | 高松 都市圏 66万7673人  | 高松 都市圏 67万0104人  | 高松 都市圏 83万8788人  | 高松 都市圏 83万0040人 | 高松 都市圏 81万9057人 | 坂出市          |
| 宇多津町     | 高松 都市圏 59万2555人  | 高松 都市圏 64万8535人  | 高松 都市圏 66万7673人  | 高松 都市圏 67万0104人  | 高松 都市圏 83万8788人  | 高松 都市圏 83万0040人 | 高松 都市圏 81万9057人 | 宇多津町        |
| 綾上町       | 高松 都市圏 59万2555人  | 高松 都市圏 64万8535人  | 高松 都市圏 66万7673人  | 高松 都市圏 67万0104人  | 高松 都市圏 83万8788人  | 高松 都市圏 83万0040人 | 高松 都市圏 81万9057人 | 綾川町          |
| 綾南町       | 高松 都市圏 59万2555人  | 高松 都市圏 64万8535人  | 高松 都市圏 66万7673人  | 高松 都市圏 67万0104人  | 高松 都市圏 83万8788人  | 高松 都市圏 83万0040人 | 高松 都市圏 81万9057人 | 綾川町          |
| 綾歌町       | 高松 都市圏 59万2555人  | 高松 都市圏 64万8535人  | 高松 都市圏 66万7673人  | 高松 都市圏 67万0104人  | 高松 都市圏 83万8788人  | 高松 都市圏 83万0040人 | 高松 都市圏 81万9057人 | 丸亀市          |
| 飯山町       | 高松 都市圏 59万2555人  | 高松 都市圏 64万8535人  | 高松 都市圏 66万7673人  | 高松 都市圏 67万0104人  | 高松 都市圏 83万8788人  | 高松 都市圏 83万0040人 | 高松 都市圏 81万9057人 | 丸亀市          |
| 丸亀市       | 丸亀 都市圏 13万1837人  | 丸亀 都市圏 13万7957人  | 丸亀 都市圏 13万9181人  | 丸亀 都市圏 15万2990人  | 高松 都市圏 83万8788人  | 高松 都市圏 83万0040人 | 高松 都市圏 81万9057人 | 丸亀市          |
| 善通寺市     | 丸亀 都市圏 13万1837人  | 丸亀 都市圏 13万7957人  | 丸亀 都市圏 13万9181人  | 丸亀 都市圏 15万2990人  | 高松 都市圏 83万8788人  | 高松 都市圏 83万0040人 | 高松 都市圏 81万9057人 | 善通寺市        |
| 多度津町     | 丸亀 都市圏 13万1837人  | 丸亀 都市圏 13万7957人  | 丸亀 都市圏 13万9181人  | 丸亀 都市圏 15万2990人  | 高松 都市圏 83万8788人  | 高松 都市圏 83万0040人 | 高松 都市圏 81万9057人 | 多度津町        |
| 満濃町       | -                       | -                       | -                       | 丸亀 都市圏 15万2990人  | 高松 都市圏 83万8788人  | 高松 都市圏 83万0040人 | 高松 都市圏 81万9057人 | まんのう町      |
| 琴南町       | -                       | -                       | -                       | -                       | 高松 都市圏 83万8788人  | 高松 都市圏 83万0040人 | 高松 都市圏 81万9057人 | まんのう町      |
| 仲南町       | -                       | -                       | -                       | -                       | 高松 都市圏 83万8788人  | 高松 都市圏 83万0040人 | 高松 都市圏 81万9057人 | まんのう町      |
| 琴平町       | -                       | -                       | -                       | -                       | 高松 都市圏 83万8788人  | 高松 都市圏 83万0040人 | 高松 都市圏 81万9057人 | 琴平町          |
| 高瀬町       | -                       | -                       | -                       | -                       | -                       | -                      | -                      | 三豊市          |
| 詫間町       | -                       | -                       | -                       | -                       | -                       | -                      | -                      | 三豊市          |
| 三野町       | -                       | -                       | -                       | -                       | -                       | -                      | -                      | 三豊市          |
| 財田町       | -                       | -                       | -                       | -                       | 観音寺 都市圏 9万5473人 | -                      | -                      | 三豊市          |
| 仁尾町       | 観音寺 都市圏 9万6510人 | 観音寺 都市圏 9万6050人 | 観音寺 都市圏 9万4784人 | 観音寺 都市圏 9万3134人 | 観音寺 都市圏 9万5473人 | -                      | -                      | 三豊市          |
| 豊中町       | 観音寺 都市圏 9万6510人 | 観音寺 都市圏 9万6050人 | 観音寺 都市圏 9万4784人 | 観音寺 都市圏 9万3134人 | 観音寺 都市圏 9万5473人 | -                      | -                      | 三豊市          |
| 山本町       | 観音寺 都市圏 9万6510人 | 観音寺 都市圏 9万6050人 | 観音寺 都市圏 9万4784人 | 観音寺 都市圏 9万3134人 | 観音寺 都市圏 9万5473人 | -                      | -                      | 三豊市          |
| 観音寺市     | 観音寺 都市圏 9万6510人 | 観音寺 都市圏 9万6050人 | 観音寺 都市圏 9万4784人 | 観音寺 都市圏 9万3134人 | 観音寺 都市圏 9万5473人 | -                      | -                      | 観音寺市        |
| 大野原町     | 観音寺 都市圏 9万6510人 | 観音寺 都市圏 9万6050人 | 観音寺 都市圏 9万4784人 | 観音寺 都市圏 9万3134人 | 観音寺 都市圏 9万5473人 | -                      | -                      | 観音寺市        |
| 豊浜町       | 観音寺 都市圏 9万6510人 | 観音寺 都市圏 9万6050人 | 観音寺 都市圏 9万4784人 | 観音寺 都市圏 9万3134人 | 観音寺 都市圏 9万5473人 | -                      | -                      | 観音寺市        |

- 2002年4月1日：大川郡津田町、大川町、志度町、寒川町、長尾町の5町が合併してさぬき市となった。
- 2003年4月1日：大川郡大内町、引田町、白鳥町が合併して東かがわ市となった。
- 2005年3月22日：丸亀市、綾歌郡綾歌町、飯山町が対等合併して丸亀市となった。
- 2005年9月26日：高松市と香川郡塩江町が合併して高松市となった。
- 2005年10月11日：観音寺市・三豊郡大野原町・豊浜町が合併して観音寺市となった。
- 2006年1月1日：仁尾町、高瀬町、豊中町、山本町、財田町、詫間町、三野町の7町が合併して三豊市となった。
- 2006年1月10日：高松市、木田郡牟礼町・庵治町、香川郡香川町・香南町、綾歌郡国分寺町が合併して高松市となった。
- 2006年3月20日：仲多度郡満濃町、琴南町、仲南町が合併してまんのう町となった。
- 2006年3月21日：綾歌郡綾上町と綾南町が対等合併して綾川町となった。
- 2006年3月21日：小豆郡池田町と内海町が合併して小豆島町となった。

### 「5%・500人都市圏（通勤通学圏）」
2000年時点の高松市の 5%・500人都市圏（通勤通学圏）（→都市圏 (国土交通省)）は、10% 都市圏を構成する自治体に、以下の自治体を加える。
- 丸亀市、善通寺市、多度津町、満濃町、琴南町、仲南町、琴平町、観音寺市

すなわち、現在の境界でいうと、香川県下全自治体から、離島（小豆島町、土庄町、直島町）、三豊市、（新）観音寺市を除き、（旧）観音寺市を飛地で加えたものが、高松市の 5%・500人都市圏にあたる。
この指標での都市圏では県下の多くの自治体が含まれるため、香川県（旧讃岐国）は高松都市圏とほぼ近い形となる。
三大都市圏以外の 5%・500人都市圏において、同様に県下（令制国）に唯一の都市圏が認められ、それが県のほぼ全体に及ぶのは、富山県（富山都市圏、越中国にほぼ一致）、石川県（金沢都市圏、加賀国にほぼ一致）、福井県（福井都市圏、越前国にほぼ一致）などがあり、北陸地方の県の状況と似ている。

### 連携中枢都市圏
高松市、さぬき市、東かがわ市、三木町、綾川町、土庄町、小豆島町、直島町が連携協約を結び、瀬戸・高松広域連携中枢都市圏を形成している。

## 通勤・通学手段
| 都市名     | 総数       | 人力系    | 人力系  | 人力系 | 公共交通機関 | 公共交通機関 | 公共交通機関 | 公共交通機関 | 公共交通機関 | 自家用車系 | 自家用車系 | 自家用車系 | そ の 他 | 不 詳 |
| 都市名     | 総数       | 徒歩 のみ | 自転 車 |        | 鉄道         | 乗合 バス    | 貸切 バス    | タク シー    |              | 自家 用車  | 自動 二輪  |            | そ の 他 | 不 詳 |
| ---------- | ---------- | --------- | ------- | ------ | ------------ | ------------ | ------------ | ------------ | ------------ | ---------- | ---------- | ---------- | -------- | ----- |
| 高松市     | 19万1314人 | 5.44%     | 23.43%  | 28.87% | 7.95%        | 1.82%        | 0.41%        | 0.16%        | 10.33%       | 57.45%     | 6.60%      | 64.05%     | 1.56%    | 1.60% |
| 丸亀市     | 5万0129人  | 3.66%     | 14.23%  | 17.89% | 5.40%        | 0.70%        | 0.40%        | 0.13%        | 6.64%        | 73.79%     | 4.17%      | 77.96%     | 1.36%    | 1.84% |
| 坂出市     | 2万4119人  | 4.42%     | 16.10%  | 20.51% | 8.93%        | 0.76%        | 0.42%        | 0.07%        | 10.18%       | 68.90%     | 4.15%      | 73.05%     | 1.21%    | 1.87% |
| 善通寺市   | 1万5519人  | 10.77%    | 14.81%  | 25.58% | 4.88%        | 0.28%        | 0.24%        | 0.05%        | 5.44%        | 67.34%     | 4.20%      | 71.54%     | 0.75%    | 0.56% |
| さぬき市   | 2万3199人  | 4.38%     | 10.70%  | 15.08% | 8.89%        | 0.66%        | 0.31%        | 0.04%        | 9.90%        | 75.15%     | 3.44%      | 78.59%     | 1.09%    | 0.78% |
| 東かがわ市 | 1万3949人  | 4.47%     | 11.38%  | 15.85% | 7.46%        | 0.70%        | 0.39%        | 0.06%        | 8.62%        | 74.61%     | 2.70%      | 77.31%     | 1.23%    | 1.48% |
| 三木町     | 1万3503人  | 4.56%     | 11.32%  | 15.89% | 8.78%        | 0.39%        | 0.31%        | 0.06%        | 9.54%        | 71.78%     | 5.03%      | 76.81%     | 1.33%    | 2.01% |
| 宇多津町   | 8659人     | 4.64%     | 17.46%  | 22.10% | 7.88%        | 0.45%        | 0.76%        | 0.15%        | 9.24%        | 68.63%     | 4.35%      | 72.99%     | 0.66%    | 1.04% |
| 綾川町     | 1万1114人  | 3.67%     | 7.47%   | 11.14% | 10.82%       | 0.35%        | 0.54%        | 0.04%        | 11.75%       | 77.13%     | 3.61%      | 80.74%     | 1.08%    | 1.55% |
| 琴平町     | 4136人     | 10.15%    | 14.94%  | 25.10% | 7.45%        | 0.17%        | 0.19%        | 0.07%        | 7.88%        | 64.70%     | 3.70%      | 68.40%     | 0.60%    | 1.31% |
| 多度津町   | 1万0686人  | 7.79%     | 13.45%  | 21.23% | 7.68%        | 0.28%        | 0.39%        | 0.07%        | 8.42%        | 70.25%     | 4.59%      | 74.84%     | 0.82%    | 0.34% |
| まんのう町 | 7910人     | 2.77%     | 6.89%   | 9.66%  | 6.17%        | 0.95%        | 0.57%        | 0.01%        | 7.70%        | 83.41%     | 2.25%      | 85.66%     | 0.87%    | 1.58% |
| 都市圏計   | 37万4237人 | 5.21%     | 18.35%  | 23.57% | 7.65%        | 1.22%        | 0.40%        | 0.12%        | 9.39%        | 64.88%     | 5.30%      | 70.17%     | 1.35%    | 1.51% |

## 他の都市圏
隣接する都市圏
- 徳島都市圏
- 岡山都市圏

人口が同規模の都市圏
- 岐阜都市圏
- 長崎都市圏
- 那覇都市圏
- 大分都市圏